# Sofia Amalia Moth
Sofia Amalia Moth, Contessa di Samsøe (28 marzo 1654 – Selandia, 17 gennaio 1719), fu l'amante reale ufficiale riconosciuta di re Cristiano V di Danimarca. Insieme ebbero cinque figli illegittimi riconosciuti, a cui fu imposto il cognome Gyldenløve. Nel 1677 fu elevata a contessa di Samsø. L'ancora esistente famiglia nobile danese dei Danneskiold-Samsøe discende da lei.
Sophie Amalie Moth fu la prima amante reale ufficialmente riconosciuta in Danimarca.

## Biografia
Era figlia di Poul Moth (1601-1670), dottore di corte, e di Ida Dorothea Bureneus (1624-1684).
La relazione con il re iniziò tra il 1671 e il 1672. Si conobbe fin dall'inizio ma venne ufficializzata quando Sofia venne presentata a corte.
Sofia Amalia ottenne il titolo di Contessa di Samsø nel 1677, un titolo che venne privato al cancelliere Peder Griffenfeld quando non ebbe più il favore del re.
Diede al re sei figli:
- Christiane (Copenaghen, 7 luglio 1672-Grasten Slot, 12 settembre 1689);
- Christian (Copenaghen, 28 febbraio 1674-Odense, 16 luglio 1703);
- Sophie Christine (Copenaghen, 1675-18 agosto 1684);
- Anna Christiane (Copenaghen, 1676-11 agosto 1689);
- Ulrik Christian (Copenaghen, 24 giugno 1678-Copenaghen, 8 dicembre 1719);
- una figlia (1682-8 luglio 1684).

I suoi figli vennero riconosciuti tutti nel 1679 e nel 1685 vennero ufficialmente introdotti a corte.
Condusse una vita discreta e non ebbe alcuna influenza politica presso Cristiano. Le sole volte in cui usò la sua posizione fu per intercedere tra il re e alcuni suoi favoriti.
Dopo la morte di Niels Juel nel 1697, il re dispose che Sofia lo sostituisse nella sua mansione.
Quando nel 1699 Cristiano morì, Sofia si ritirò nelle sue proprietà dove morì venti anni dopo.